# Carol Anderson
Carol Anderson (17 de junio de 1959) es una escritora y educadora estadounidense. Actualmente es la profesora Charles Howard Candler de Estudios Afroamericanos en la Universidad Emory. Sus investigaciones se centran en la política pública con respecto a la raza, la justicia y la igualdad.

## Educación
Anderson obtuvo una licenciatura y una maestría en la Universidad de Miami en Oxford, Ohio, en 1981 y 1983 respectivamente. Obtuvo un doctorado en historia en la Universidad Estatal de Ohio en 1995. Se le concedió una beca para estudiar en la Universidad de Harvard en 2005, donde trabajó en su libro Bourgeois Radicals: The NAACP and the Struggle for Colonial Liberation, 1941-1960.

## Carrera
Anderson trabajó como profesora asociada de historia en la Universidad de Misuri en Columbia. Se le concedió una beca por la excelencia en la enseñanza en 2001. En 2009 se unió al profesorado del departamento de estudios afroamericanos de la Universidad Emory en Atlanta, Georgia.
En un artículo de opinión para The Washington Post en 2014, Anderson argumentó que los desórdenes en Ferguson de 2014 fueron una "reacción de los blancos contra el avance de los afroamericanos". La columna fue uno de los artículos más leídos del año, recibiendo miles de comentarios, por lo que a Anderson se le ofreció un contrato para escribir un libro. La obra resultante, White Rage: The Unspoken Truth of Our Racial Divide (Furia blanca: la verdad no dicha de nuestra división racial), amplió la historia del racismo y las represalias contra los negros en los Estados Unidos.
Furia Blanca se convirtió en un superventas del New York Times, y fue listado como un libro notable del 2016 por medios como The Washington Post, The Boston Globe, Chicago Review of Books y el propio New York Times. El libro ganó además el Premio del Círculo de Críticos Nacional del Libro, en la categoría de "Crítica".
Anderson ha discutido el contexto histórico de la supresión de votantes en relación con la supuesta intimidación de los votantes minoritarios durante las elecciones presidenciales de 2016 en los Estados Unidos. También ha afirmado que la "furia blanca" fue la razón de la elección de Donald Trump. También ha protestado contra los abusos de los derechos humanos de los trabajadores agrícolas en Florida, en alianza con la Coalición de Trabajadores de Immokalee (CIW). Fue miembro del Comité Asesor Histórico del Departamento de Estado de los Estados Unidos.

## Publicaciones notables
- 2003 - Eyes Off the Prize: The United Nations and the African American Struggle for Human Rights, 1944–1955.
- 2014 - Bourgeois Radicals: The NAACP and the Struggle for Colonial Liberation, 1941–1960.
- 2016 - White Rage: The Unspoken Truth of Our Racial Divide.
- 2018 - One Person, No Vote: How Voter Suppression Is Destroying Our Democracy.